# Ocotea mucosa
Ocotea mucosa là loài thực vật có hoa trong họ Nguyệt quế. Loài này được (Nees) Hemsl. miêu tả khoa học đầu tiên năm 1882.